# Katsuki Umezu
Katsuki Umezu (født 3. april 1999) er en japansk fodboldspiller.
Han har spillet for flere forskellige klubber i sin karriere, herunder Gamba Osaka.